# Perito edile
Il perito Industriale edile è una figura professionale specializzata nelle discipline dell'edilizia.
Il percorso di studi, sviluppato nell'ambito dell'ordinamento scolastico italiano vigente sino alla riforma scolastica Gelmini, si articolava in un biennio comune e un triennio di specializzazione.
Nell'attuale sistema scolastico italiano, il corso di Perito industriale dell'Istruzione Tecnica prevede il conseguimento di una laurea tecnica triennale o una laurea professionalizzante specifica per la professione.

## Profilo professionale
Il corso di studi di Perito industriale in Edilizia fornisce nozioni per eseguire negli uffici e laboratori tecnici lo studio e il disegno costruttivo di particolari di progetti edili e delle corrispondenti opere accessorie; compila i preventivi dei materiali occorrenti; collauda i materiali impiegati nelle costruzioni; organizza il cantiere e provvede alle installazioni relative; assiste il direttore dei lavori nella esecuzione; imposta e tiene aggiornati i registri per la contabilità tecnica dei lavori; cura l'installazione, l'impiego e la manutenzione del macchinario di cantiere, nonché l'osservanza di tutte le norme di sicurezza; coopera al collaudo delle strutture.

## Materie

### III anno
Religione o attività alternative; Lingua e lettere italiane; Storia ed educazione civica; Complementi tecnici di lingua straniera; Matematica; Fisica applicata; Chimica; Disegno tecnico; Costruzioni edili, stradali e idrauliche; Disegno di costruzioni; Meccanica; Tecnologia dei materiali e delle costruzioni e laboratorio. Impianto ed organizzazione del cantiere; Esercitazione nei reparti di lavorazione; Educazione fisica.

### IV anno
Religione o attività alternative; Lingua e lettere italiane; Storia ed educazione civica; Matematica; Disegno tecnico; Costruzioni edili, stradali e idrauliche; Disegno di costruzioni; Topografia e disegno; Elementi di macchine; Tecnologia dei materiali e delle costruzioni e laboratorio. Impianto ed organizzazione del cantiere; Esercitazione nei reparti di lavorazione; Educazione fisica.

### V anno
Religione o attività alternative; Lingua e lettere italiane; Storia ed educazione civica; Elementi di diritto ed economia; Disegno tecnico; Costruzioni edili, stradali e idrauliche; Disegno di costruzioni; Topografia e disegno; Tecnologia dei materiali e delle costruzioni e laboratorio. Impianto ed organizzazione del cantiere; Estimo; Esercitazione nei reparti di lavorazione; Educazione fisica.